# 拉斯多夫
拉斯多夫是德国图林根州的一个市镇。总面积4.04平方公里，总人口514人，其中男性266人，女性248人（2011年12月31日），人口密度127人/平方公里。